# Retziaceae
Retziaceae é uma família de plantas dicotiledóneas. Na classificação de Cronquist (1981) ela compreende uma única espécie, Retzia capensis, da África do Sul.
O sistema APG II (2003) coloca esta espécie na família Stilbaceae. Classificações mais antigas colocam esta espécie na família Loganiaceae.